# Chùa Phra Keo

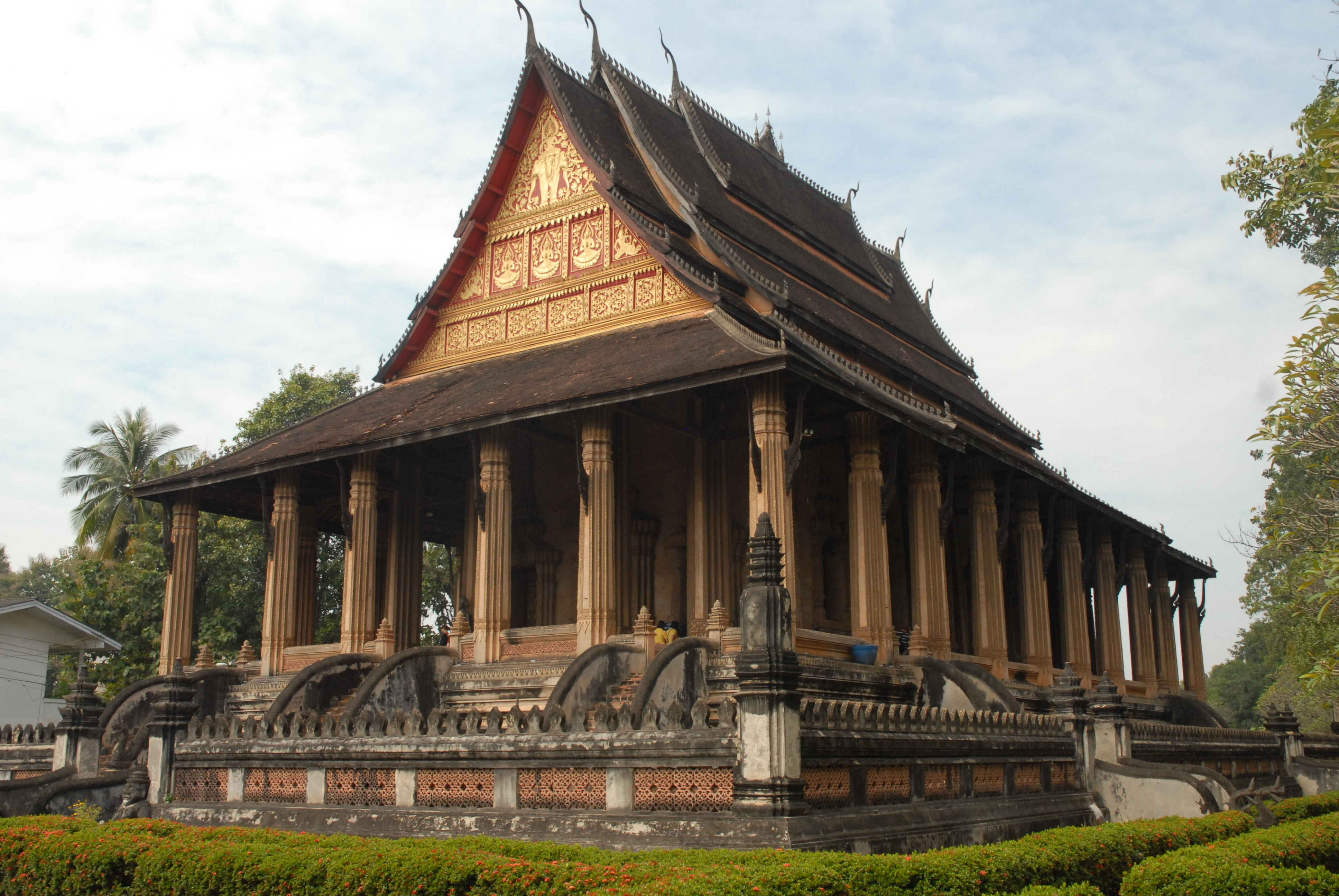
Chùa Phra Keo

Chùa Phra Keo hay Haw Phra Kaew là ngôi chùa Phật ngọc của Thủ đô Viêng Chăn (Lào).
Trước đây ngôi chùa là nơi mà Hoàng tộc thường đến để cầu nguyện. Do vậy, chùa còn có tên là chùa Hoàng gia và có rất nhiều đồ vật quý hiếm đã được đặt ở đây. Trong đó, phải kể đến là một bức tượng Phật bằng ngọc. Ngày nay, chùa không còn được sử dụng làm nơi thờ cúng nữa mà được chuyển thành một nhà bảo tàng.

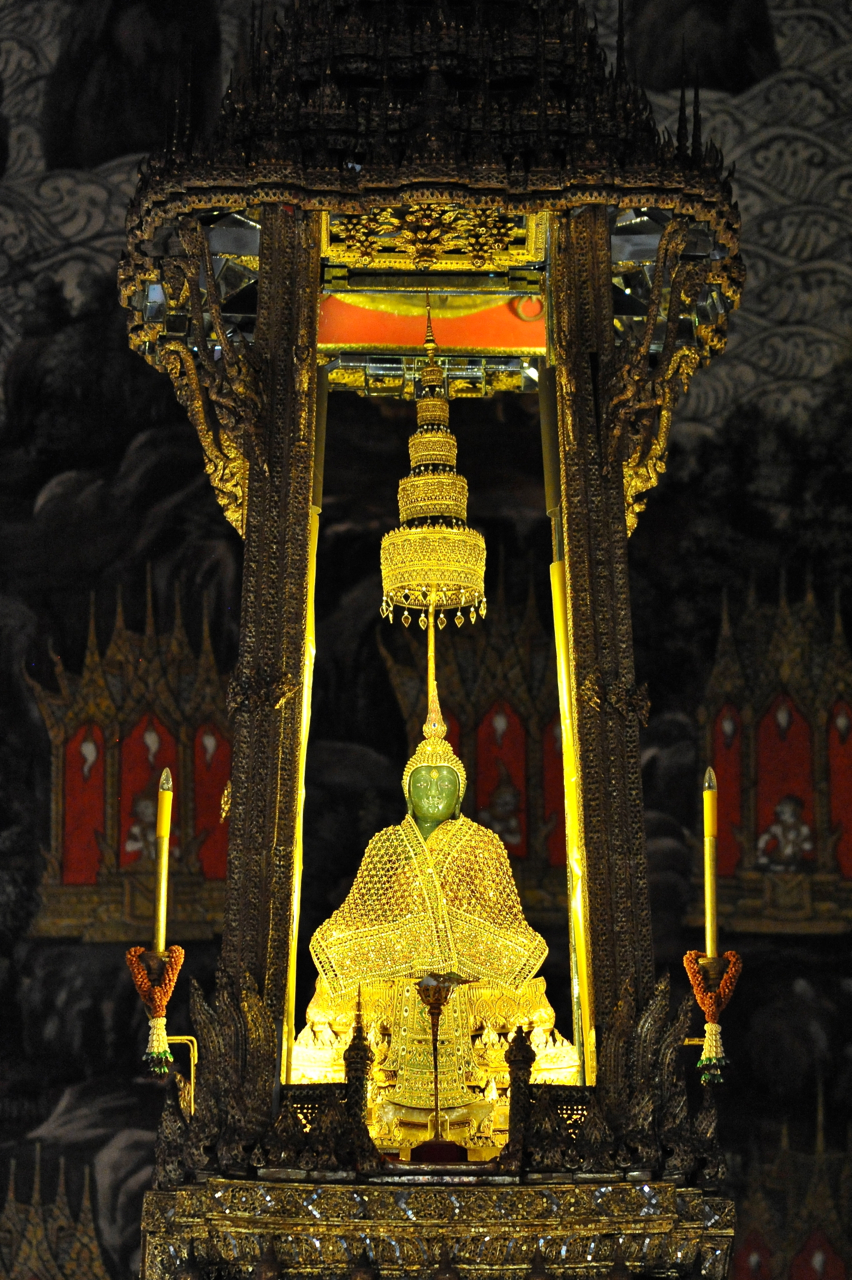
Tượng Phật ngọc từng ở chùa Phra Keo, sau bị đem sang Bangkok.

Chùa được vua Setthathirat cho xây dựng năm 1565 để làm nơi lưu giữ bức tượng phật ngọc (cái tên Phra Kaew có nghĩa là hình ảnh của Phật Ngọc). Sau cái chết của cha là vua Phothisarat, ông buộc phải rời Lanna – nơi ông đang cai trị để trở về Vientiane và mang theo bức tượng này từ Chiang Mai về theo. Bức tượng ngày nay không còn ở trong chùa nữa.
Khi người Thái Lan dưới sự chỉ huy của vị tướng Chakri (sau nay sẽ là vua Rama đệ nhất) cướp phá Vientiane vào năm 1779, họ đã mang theo bức tượng phật ngọc về Thái Lan và đặt tại chùa Wat Phra Kaew (Chùa Phật ngọc) ở Bangkok. Sau cuộc tấn công đó, Chùa Haw Phra Kaew đã bị phá hủy. Người Lào đã phục dựng lại nhưng rồi ngôi đền này lại bị phá hủy một lần nữa khi người Thái lại tấn công nơi đây vào năm 1828. Sau khi tiến đánh Lào và chiếm pho tượng phật quý, vị vua Thái Lan khi đó vốn là một Phật tử đã làm lại một bức tượng y hệt và trả lại cho đất nước Lào. Bức tượng này được đặt thay thế vào vị trí bức tượng đã bị lấy đi.
Vào năm 1936 và 1942, Haw Phra Kaew được xây dựng lại dưới sự giám sát của hoàng tử Souvanna Phouma - được đào tạo chuyên ngành kiến trúc tại Pháp và sau này là thủ tướng đầu tiên của Lào.
Haw Phra Kaew cũng là một công trình kiến trúc độc đáo: được xây trên nền đá, chạy dọc cầu thang là 2 rồng Lào chạm khắc từ đá.
Ngày nay, có thể thưởng lãm một số tượng phật bằng nhiều chất liệu khác nhau tại Haw Phra Kaew như đồng, đá, đất nung... được tạc theo phong cách Lào - sắc sảo và thanh tú. Đặc biệt, các bức tượng Phật bao quanh chùa mang các sắc thái biểu cảm khác nhau tạo nên một sự đa dạng và độc đáo ở nơi đây. Không bức tượng nào giống bức tượng nào. Và điều quan trọng nhất là cái hồn của bức tượng được thể hiện rất thành công. Các bức tượng ở đây cũng được dát vàng tại những điểm quan trọng như đầu, ngực, bụng...Những bức tượng này như che chở cho người dân Lào có một cuộc sống ấm no và hạnh phúc. Trên các mảng cửa sổ, cửa lớn còn trang trí tượng thần vũ nữ Apsara...
Haw Phra Kaew hiện đang lưu giữ nhiều hiện vật quý: một chiếc ngai vàng, tượng phật Kh’mer, một số tác phẩm điêu khắc gỗ hay các văn tự được khắc trên đá liên quan đến Phật giáo. Đây là những tư liệu rất quý hiếm mà đất nước Lào coi như báu vật quốc gia.

## Hình ảnh

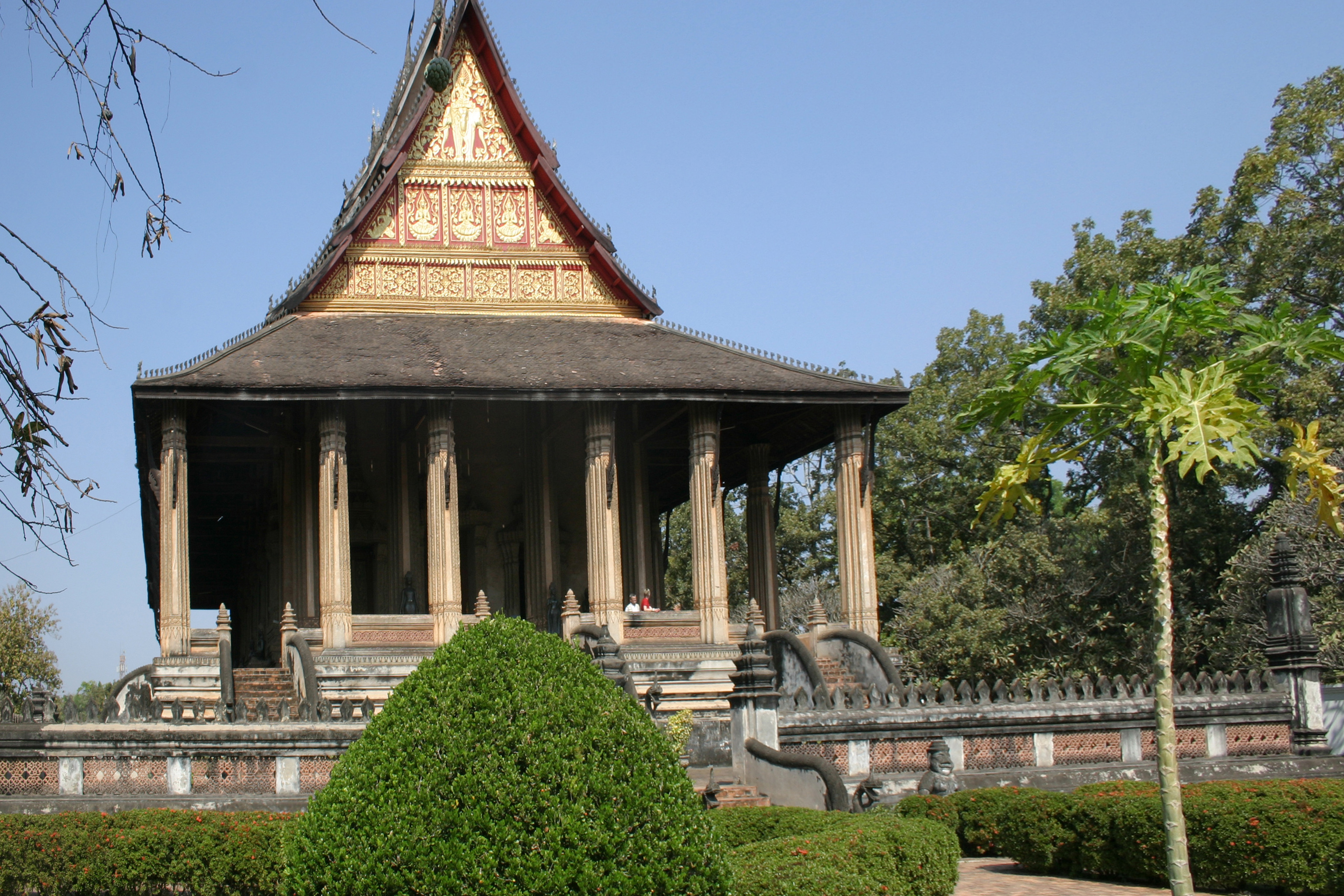
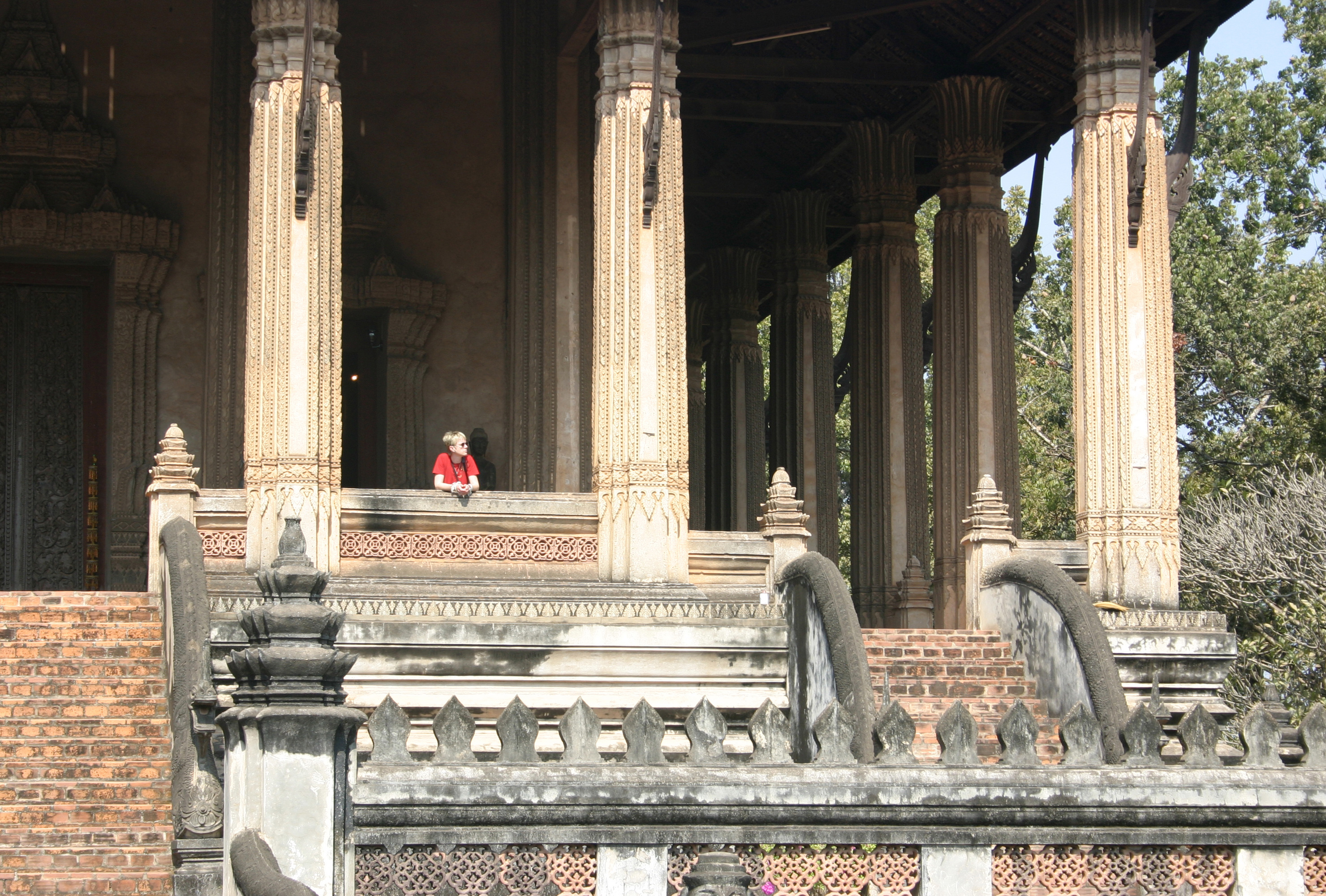
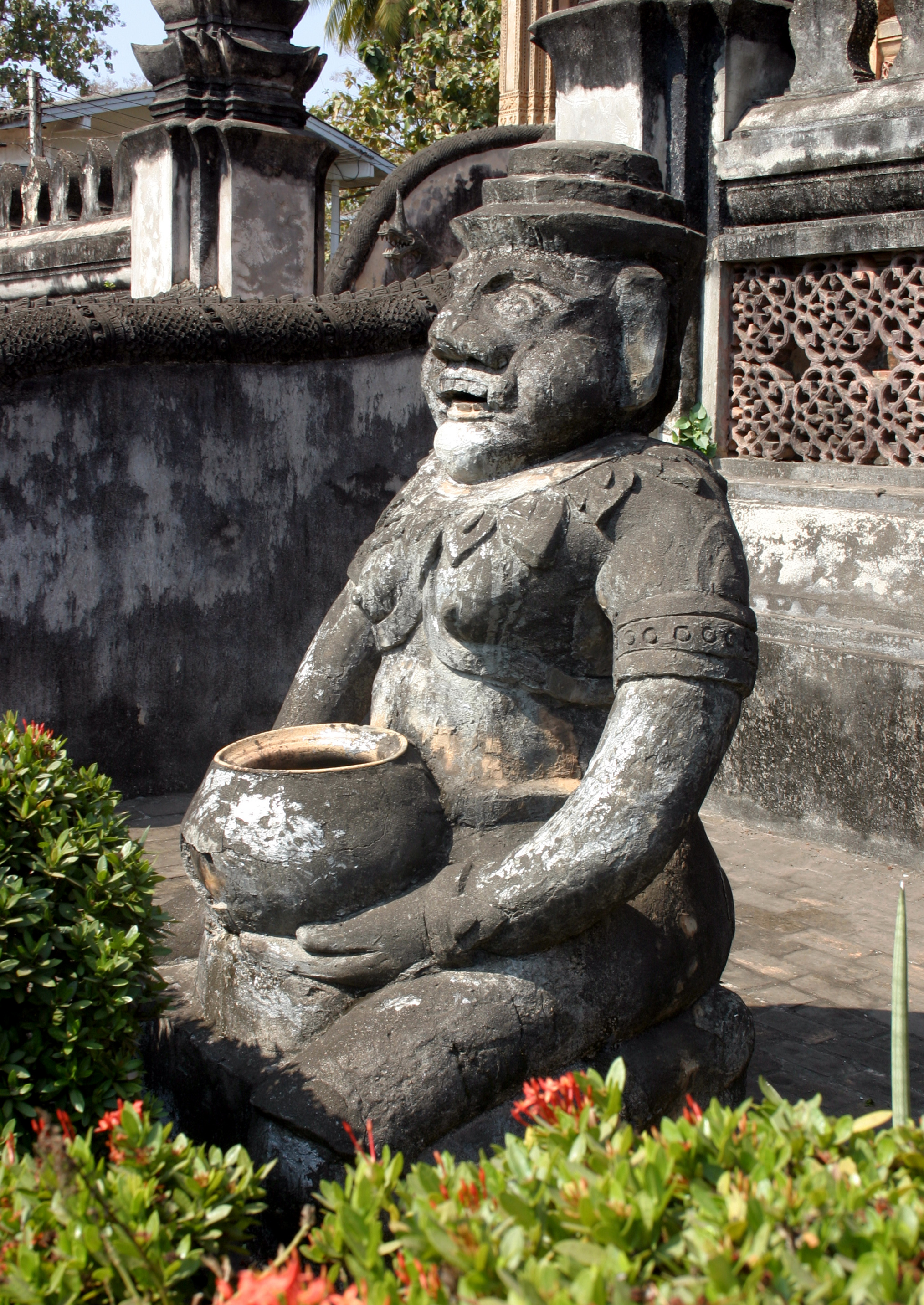
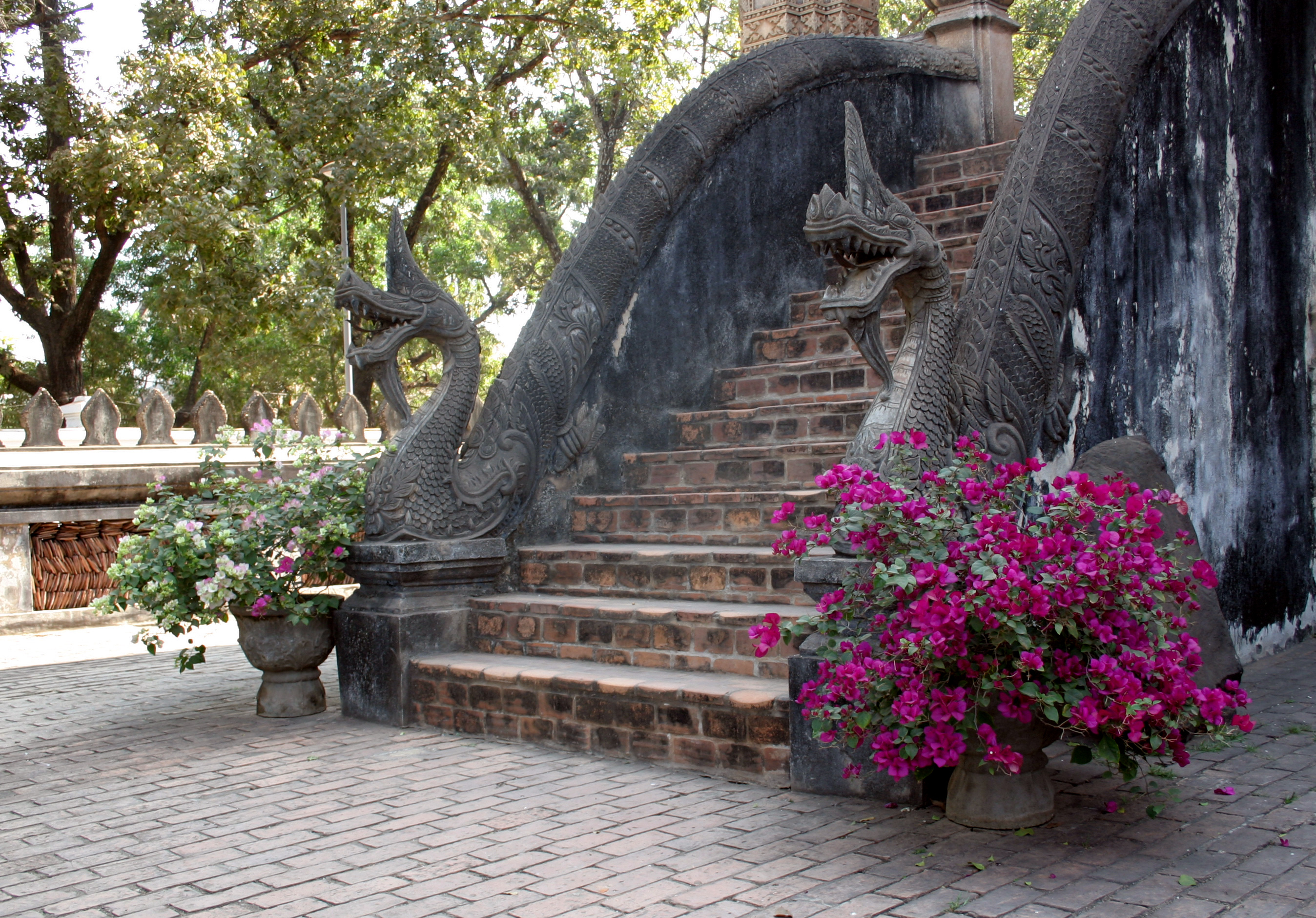
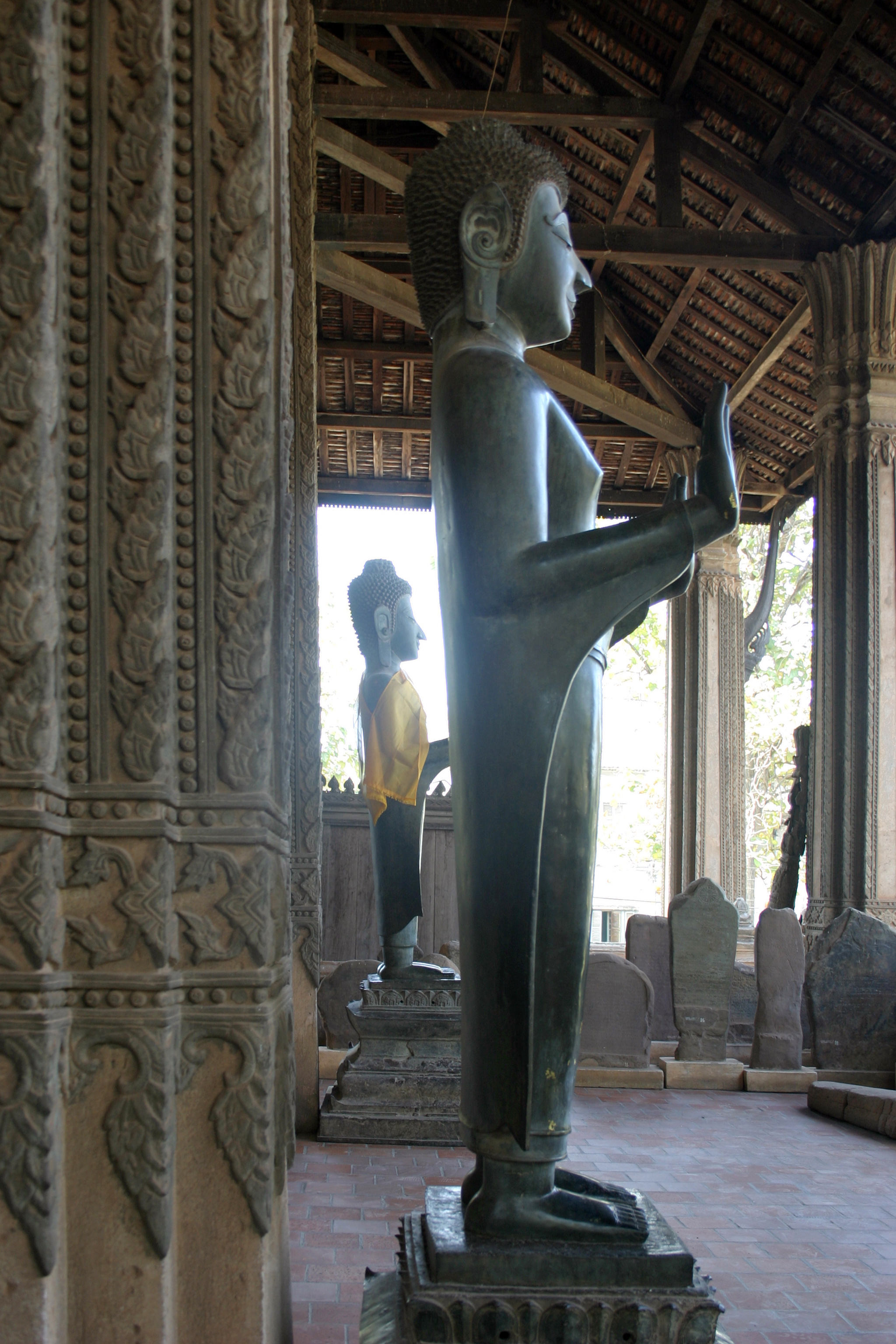
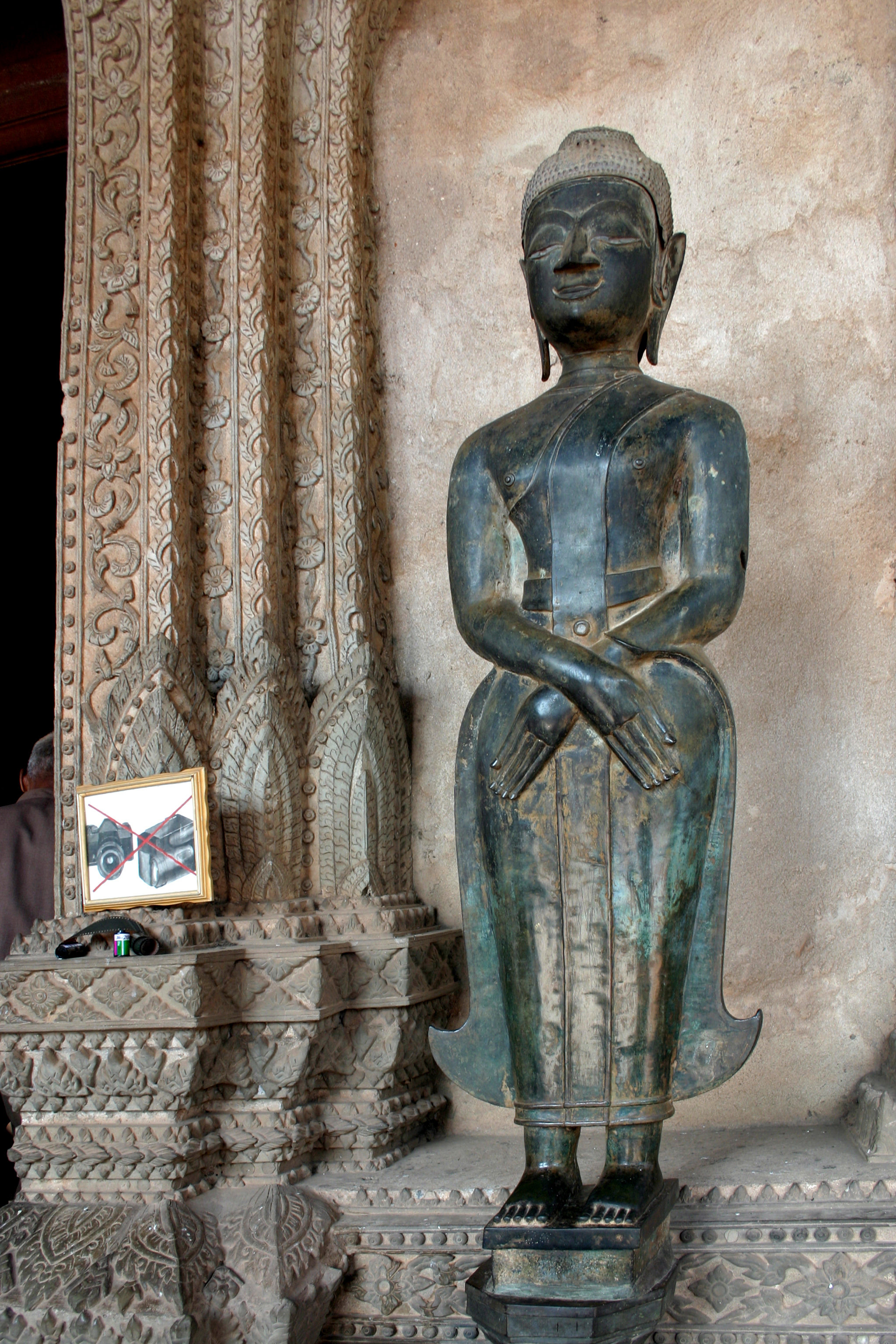
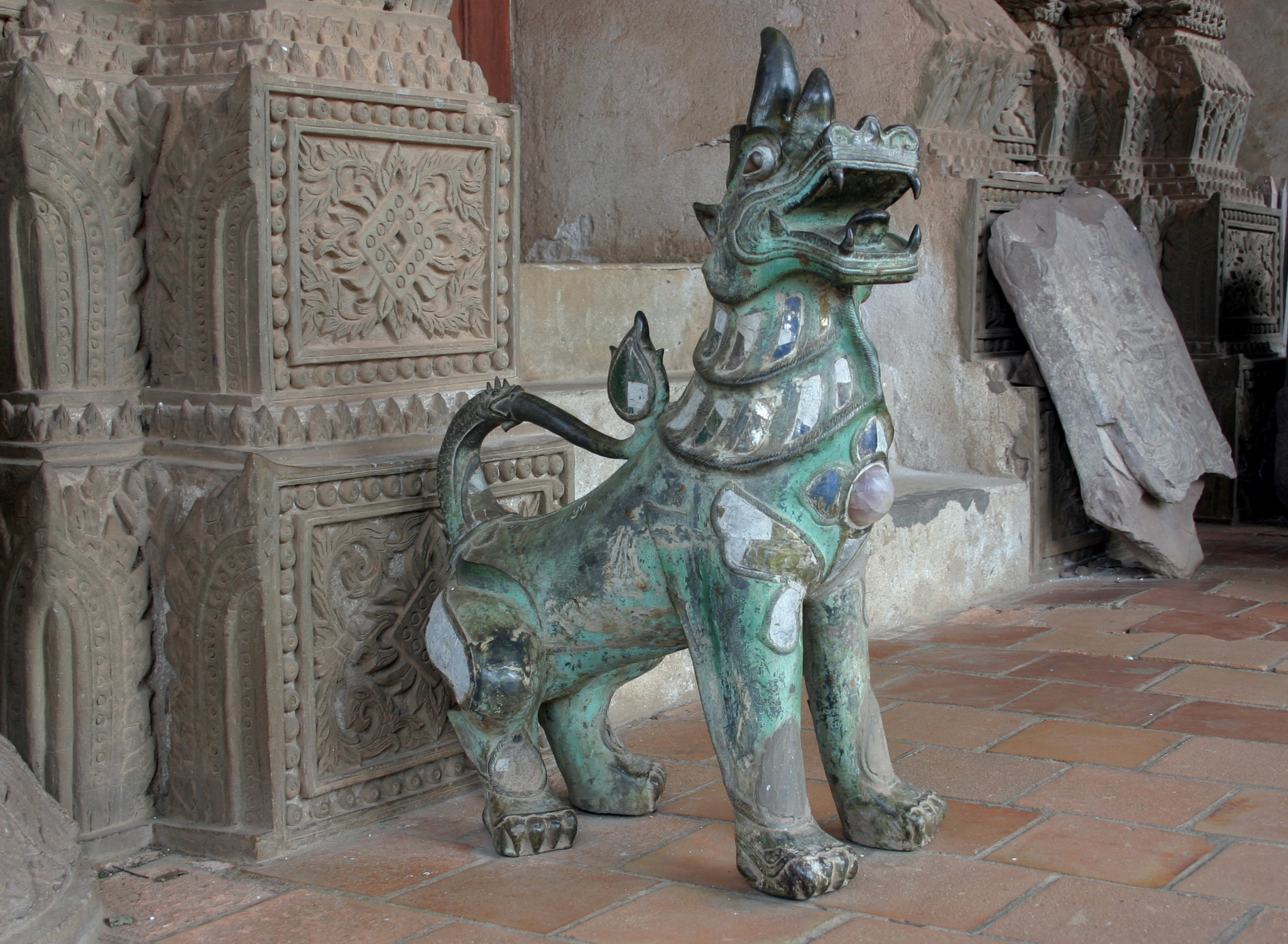
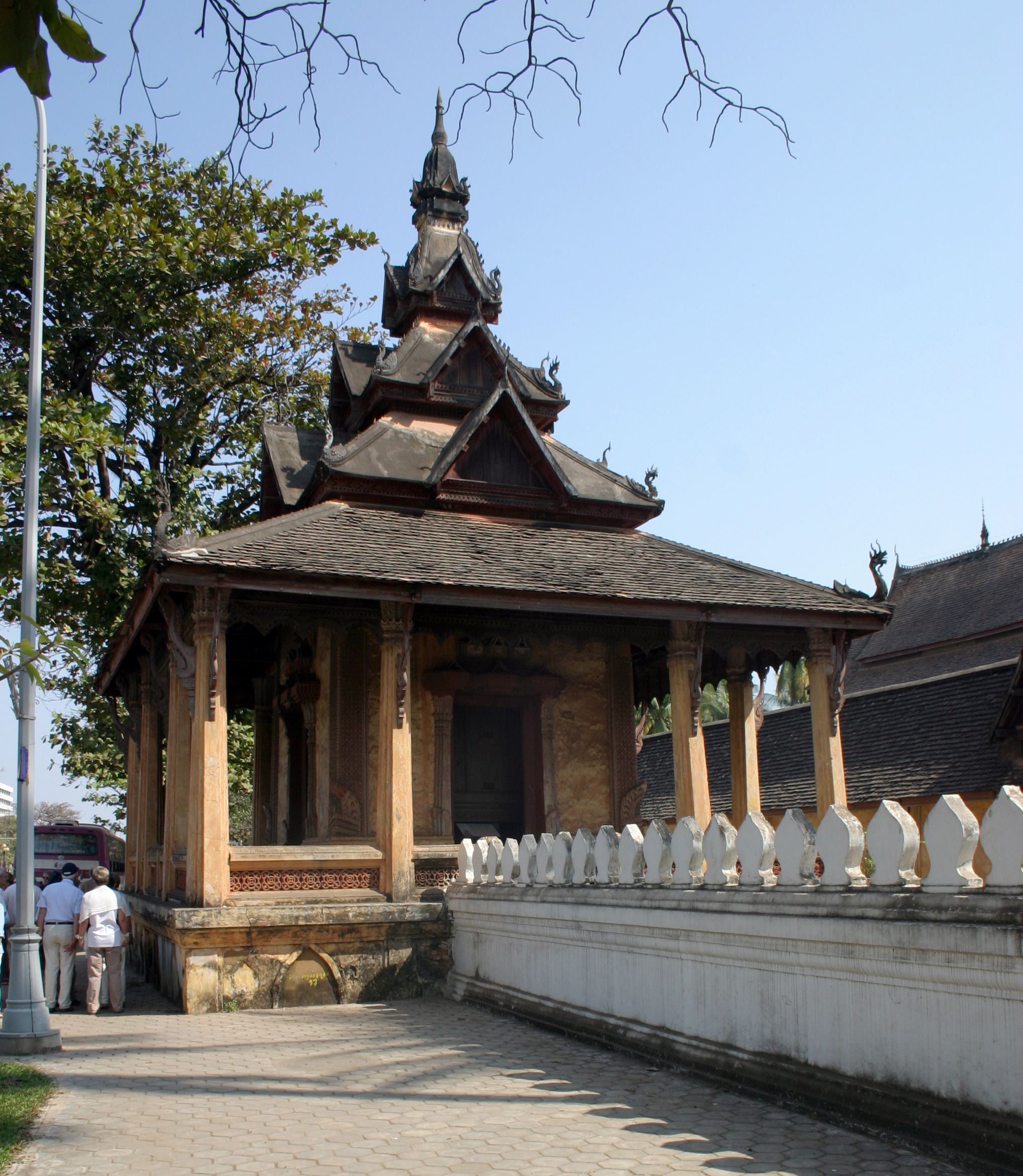